# Varikasäär
Varikasäär ist eine unbewohnte Insel, 370 Meter von der größten estnischen Insel Saaremaa entfernt. Die Insel liegt in der Landgemeinde Saaremaa im Kreis Saare. Sie liegt in der Bucht Kõiguste laht im Kahtla-Kübassaare hoiuala.
Varikasäär ist 460 Meter lang und 30 Meter breit.